# Meteorisch water
Met meteorisch water (Grieks: μετέωρον (metéoron) = "hemel") wordt in de hydrologie al het grondwater bedoeld dat afkomstig is van neerslag of uit zoetwaterlichamen (oppervlaktewater) en in de bodem is geïnfiltreerd.
Het meeste grondwater is meteorisch water. Niet-meteorische vormen van grondwater zijn connaat water (interstitieel- of poriewater dat na de vorming van het sediment hierin is achtergebleven) of magmatisch water (vrijkomend bij het omhoog komen van magma). Alleen meteorisch grondwater speelt een belangrijke rol in de waterkringloop.
Meteorisch water speelt een belangrijke rol bij de diagenese van gesteenten. De samenstelling van het water bepaalt welke mineralen neerslaan en welke oplossen.